# 正長の土一揆
| 正長の土一揆を伝える当時の記録と考えられる柳生の徳政碑文（左）とその拓本（右）。「正長元年ヨリサキ者カンへ四カンカウニヲ井メアルヘカラス」とある。 |  | 正長の土一揆を伝える当時の記録と考えられる柳生の徳政碑文（左）とその拓本（右）。「正長元年ヨリサキ者カンへ四カンカウニヲ井メアルヘカラス」とある。 |
| 正長の土一揆を伝える当時の記録と考えられる柳生の徳政碑文（左）とその拓本（右）。「正長元年ヨリサキ者カンへ四カンカウニヲ井メアルヘカラス」とある。 |  | |

正長の土一揆（しょうちょうのどいっき/つちいっき）は、室町時代中期の正長元年（1428年）8月から起きた土一揆。正長の徳政一揆（しょうちょうのとくせいいっき）とも呼ばれる。
室町時代中期にあたる正長元年（1428年）、飢饉、流行病、室町幕府内の代替わり（足利義持から足利義教へ）や称光天皇の死去などの社会不安が高まる中、近江坂本や大津の馬借が徳政を求めた。その一揆が京都に波及し、借金苦に耐えかねた一揆勢が酒屋、土倉、寺院を襲い、私徳政を行った。
室町幕府は制圧に乗り出したが、一揆の勢いは衰えず、9月中には京都市中に乱入し、11月に入ると奈良のほか河内国や播磨国など畿内近国にも波及した。
尋尊の『大乗院日記目録』には、「正長元年九月　日、一天下の土民蜂起す、徳政と号して酒屋・土倉・寺院等を破却せしめ、雑物等ほしいままにこれを取り、借銭等ことごとくこれを破る、管領これを成敗す、凡そ亡国の基、これに過ぐべからず、日本開白以来、土民の蜂起、是初めなり」と記載されるなど、当時の社会に大きな影響を与えた。

## 経過

### 背景

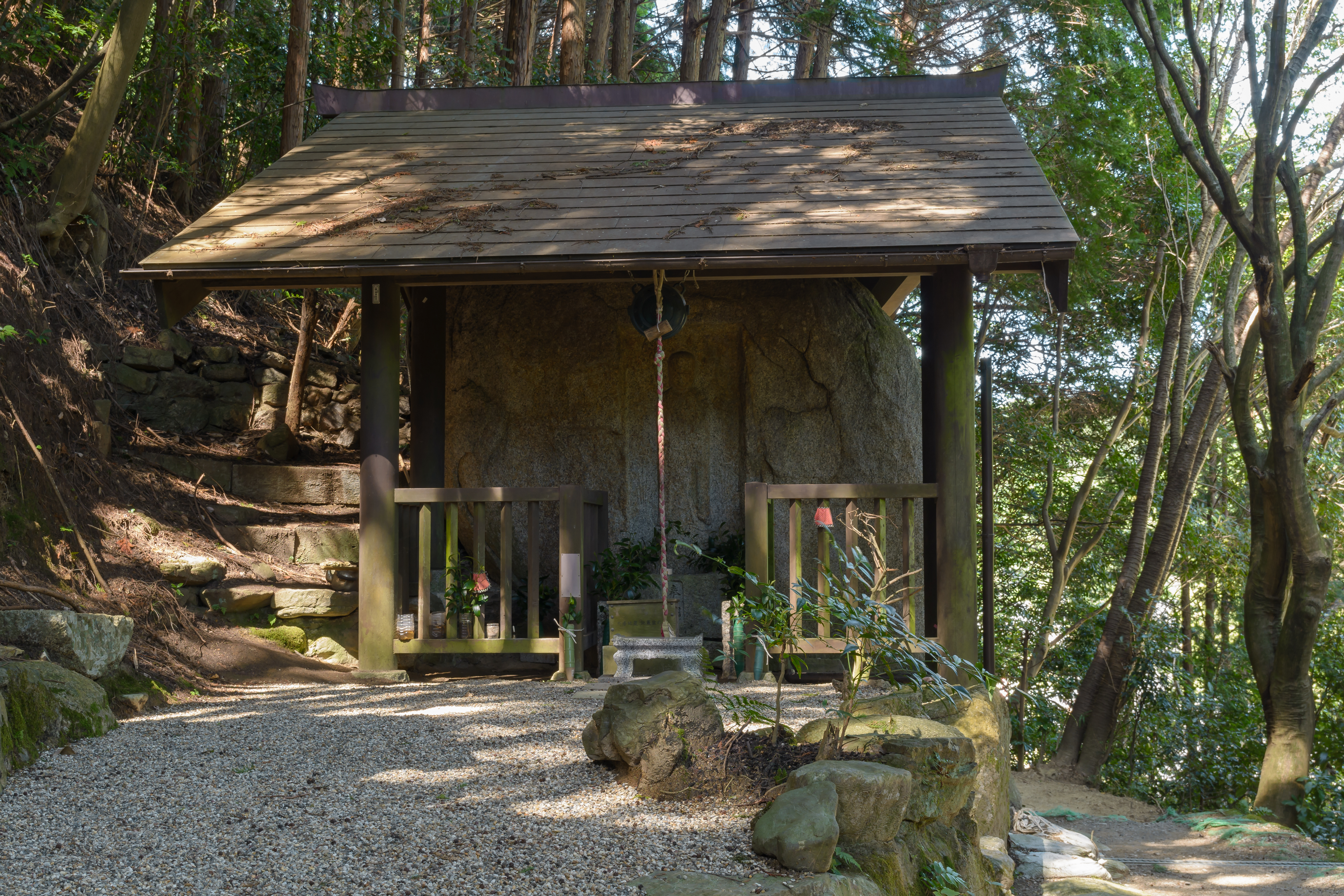
上掲の徳政碑文が刻まれた柳生の疱瘡地蔵（奈良県奈良市柳生町）。

応永年間（1394年 – 1428年）の後半期にあたる応永27年（1420年）と翌28年には、異常気象によって大飢饉が勃発し、正長元年（1428年）にも飢饉や疫病（三日病）が発生していた。さらに35年続いた元号である応永から正長への改元は、室町殿 ( 足利義持から足利義教へ ) の交代や称光天皇の死（7月20日）もあり、人々に「代替わり」を意識させたとされる。また、米などの農産物の物価が上昇したことによって、多くの人々が質によって銭を借りるという状況でもあった。在地社会では荘園領主や守護から役を課されたほか、足利将軍の寺社参詣や法会で寺社が負担する莫大な費用も、荘園領主（延暦寺や興福寺など）を通じて荘園の様々な身分・階層の人々に課せられていた。これら課役の負担は農民だけではなく、馬借に対しても課せられるなど、農民と馬借が一揆する素地が出来上がっていたとされる。
土一揆の震源地であった近江では、山門（延暦寺）配下の馬借が火薬庫となっており、馬借も動員された山門と北野社との麹専売をめぐる相論や飢饉による物価上昇によって、彼らが過激な行動に出やすくなっていたことも、土一揆の要因と指摘されている。

### 近江・醍醐の一揆
正長元年8月、近江国で徳政を求める蜂起があった。この蜂起により近江国では「山上山下一国平均御徳政」が行われたとされる。清水克行によれば、近江の「御徳政」は室町幕府や守護（六角氏）などの上意権力による徳政令を指しているのではなく、在地における独自の徳政状況を表したものという。
近江の徳政に触発され、翌9月18日、京の醍醐でも「地下人」が徳政を号して発起した。醍醐の蜂起では、方々の借書が焼き捨てられたとされる。醍醐寺の三宝院満済は細川持元に寺の警固を要請、管領畠山満家へも報告を行った。さらに侍所赤松満祐率いる200騎あまりの軍勢が、足利義教の意を得て山科に陣を取った。これら一連の幕府の対応によって、一揆は一時的に静まった。

### 京都の一揆

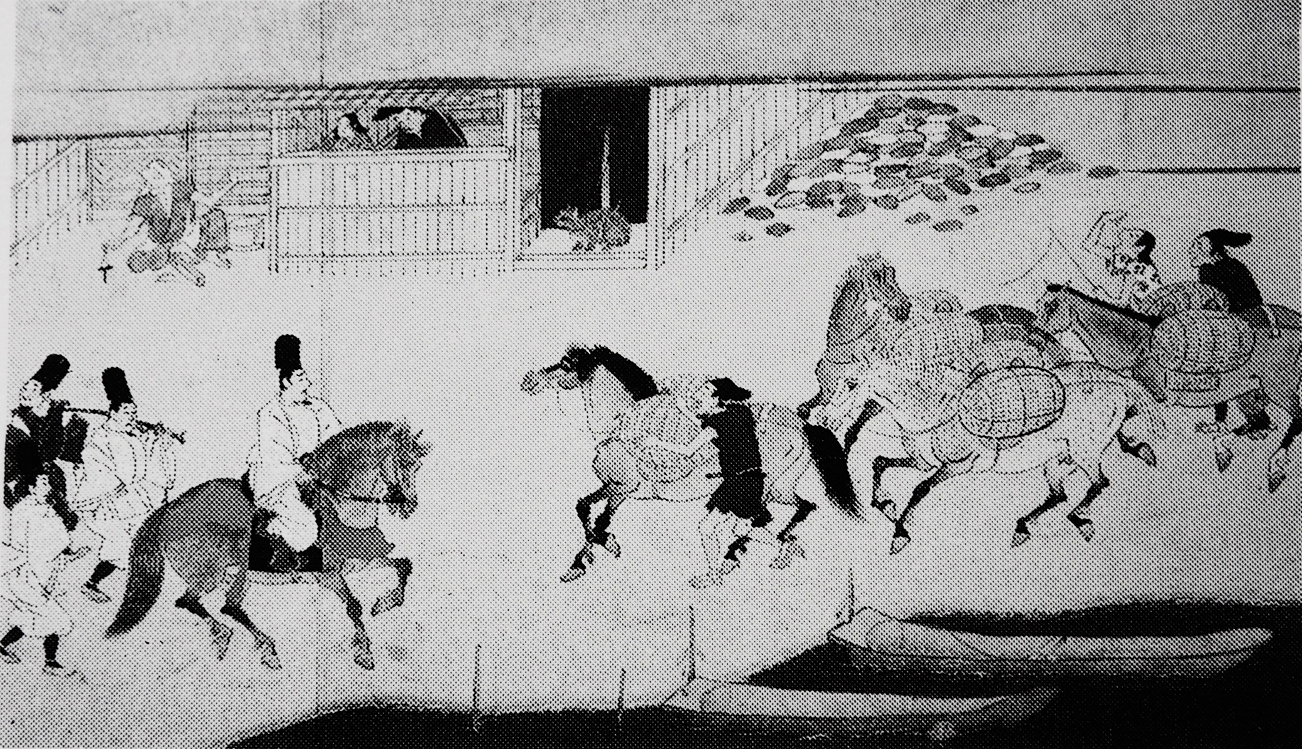
鎌倉時代末期に制作された『石山寺縁起絵巻』に描かれる近江大津の馬借（画面右）。

しかし、9月28日に再び土一揆が起こった。この土一揆は11月に入っても止まず、中村吉治によれば、この時点で一揆勢の動向は私徳政として見られていたとされる。ここでの私徳政は酒屋土倉に預けた質物の奪取や借書の焼き捨てを指している。11月2日には近江国から馬借が下京に攻め入り債務を破棄した。馬借は上京にも攻め入ったが、幕府軍に敗北した。11月の土一揆では、東寺が一揆勢に占拠され、陣としても使われた。その他、馬借が中心となった一揆は、京都以外でも大和・河内・播磨国などで起き、さらに徳政一揆は伊賀・伊勢・若狭国でも起こった。
清水克行は、当時麹製造の独占を巡って、北野社の支援を受けた麹座と延暦寺の支援を受けた馬借・酒屋が争っており、馬借の動きは当初は北野社を襲って麹座による麹製造の独占を止めさせることにあったが、幕府軍によって北野社への侵入は阻止されて、派生した一揆は本来の目的から逸脱・暴走して馬借と同じ延暦寺側である筈の酒屋や土倉を襲う想定外の事態になったとする（これによって一度はうやむやになった麹の問題は文安の麹騒動として再び噴出する）。

### 大和国および畿内近国の一揆
大和国でも山城の徳政一揆が奈良へ乱入するとの風聞が立ち、これを受け興福寺と東大寺は協議している。11月2日には徳政一揆勢が奈良に侵入し、興福寺の学侶や六方衆は出陣、衆徒筒井氏は不退寺辺りで一揆勢と争い、これを退けている。しかし、その後も奈良では一揆勢襲来の風聞が続き戦闘も発生した。11月20日以降になると、長谷寺で徳政が行われた。25日になると、奈良南口からの一揆勢乱入を恐れた興福寺は、7か条の徳政条法を発した。この徳政では、元の額の三分の一で質が取り戻すことができること、五ヵ年以前の借書の破棄などが定められている。著名な柳生の徳政碑文は、この時の一揆勢による奈良侵攻の際に神戸四ヵ郷の郷民によって彫られたと考えられている。大和国では各荘郷で徳政が実施されており、柳生の徳政碑文の内容もそのような私徳政のひとつに位置付けられている。奈良の一揆は、鳥見・生駒・木津・和束などの馬借によって構成されていたとされる。
河内国では、徳政により売却後21年以内の地の返却と借銭・出挙の破棄が行われた。播磨国では、11月6日に東寺領矢野荘で一揆が起こり播磨国中に波及、同月19日には最高潮に達した。播磨の一揆勢は「侍をして国中に在らしむべからず」と呼びかけていたとされ、借書を奪い燃やすなど私徳政を行っている。その後は一時的に収束したが、翌年正月に再び大一揆が発生した。一揆の鎮圧のため、播磨国守護であった赤松満祐は下国している。一揆勢は2月中頃までに鎮圧されることとなったが、河内国と同じく売買されて21年に満たない田畠は本主に返されるという徳政令を獲得した。（「播磨の国一揆」も参照）。
その他、丹波国・伊勢国・摂津国でも徳政一揆が起こっており、伊勢国では徳政を起因として伊勢神宮山田の地下人が神人を襲撃するという事件が起こっている。丹波国では土一揆の鎮圧のため、守護による軍勢派遣が行われた。

### 幕府の対応
室町幕府は一揆勢に対して強硬策をとり、武家被官人が土一揆に協力・参加することを禁止した。また、侍所の長官であった赤松満祐を通じて一揆勢の酒屋・土倉への乱入も禁ぜられた。こうした幕府の方針には、播磨国の守護でもあった赤松満祐の意が組まれていたとする指摘がある。
結局、幕府は徳政令を出さなかったものの、土倉らが持っていた借金の証文が破棄されたために私徳政が行われたのと同じ状態となった。また、大和では、国内のほぼ全域を自己の荘園化し、かつ幕府から実質的な同国の守護とみなされていた興福寺が徳政令を認めたために、公式な拘束力をもったものとして施行された（大和国内での在地徳政令の例として柳生の徳政碑文がある）。

## 一揆の構成
かつては、農民が主な一揆の構成者とされ、農民闘争（または民衆運動）の視点から議論がなされた。しかし、その後は土一揆の起点となった馬借や、一揆に与同したとされる武家や公家の被官人といった人々も注視されるようになり、一揆には種々の階層が参加していたと考えられている。正長元年から翌年にかけて、一揆が畿内近国に急速に広まったのは、一揆が馬借などの特定の勢力や、京・奈良の民衆だけではなく、広く下層民を含んでいたからであったとされる。
一揆の先頭は馬借であり、「農民」や都市下層民も一揆に含まれていた。また、権力の末端に位置する荘官や武士も一揆に参加しており、彼らは農民などを指揮していたと考えられている。一方で幕府は東寺などの大寺院が一揆勢に与同、あるいは一揆勢を黙認していたことにも警戒していた。そのため寺領の農民も一揆に参加していたと考えられている。一揆に参加した法勝寺の寺僧が処刑された事例もあり、僧のなかでも一揆に参加するものもいた。

## 評価

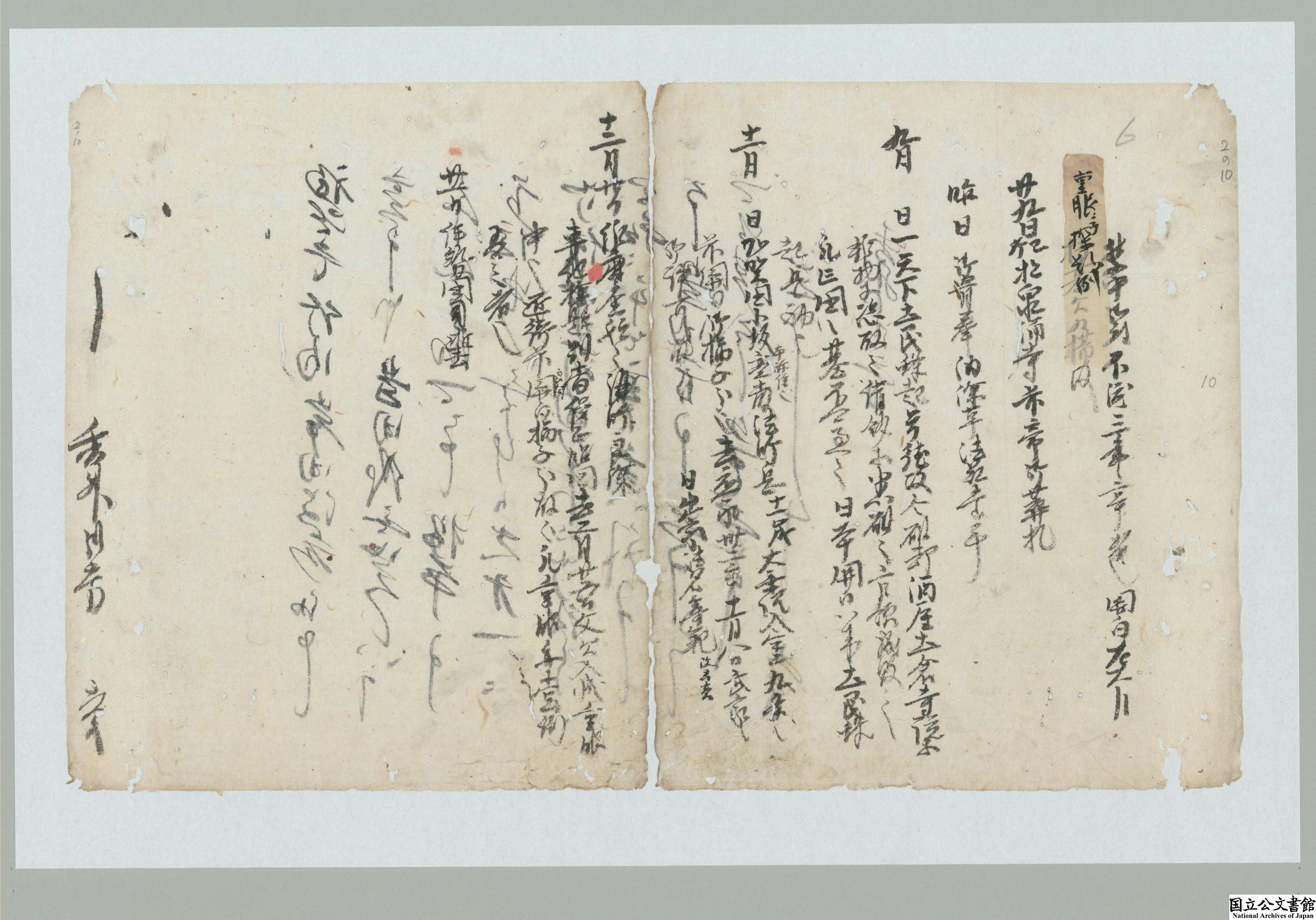
『大乗院日記目録』（国立公文書館蔵）。

興福寺大乗院門跡であった尋尊は正長の土一揆について、「一天下の土民蜂起す、徳政と号して酒屋・土倉・寺院等を破却せしめ、雑物等ほしいままにこれを取り、借銭等ことごとくこれを破る、管領これを成敗す、凡そ亡国の基、これに過ぐべからず、日本開白以来、土民の蜂起、是初めなり」（『大乗院日記目録』）と評価している。『大乗院日記目録』の記述は、永享2年（1430年）に生まれた尋尊が過去の出来事を振り返った時に付けた後の評価であり、実際には土一揆は正長以前にすでに発生していたと考えられている。牧野信之助は、『朽木文書』応永11年（1404年）の田地売券に「天下一同又ハ公家武家之土一器等御徳政」とあることから、正長以前に土一揆（徳政一揆）が行われていたことを指摘している。延元元年（1336年）に制定された『建武式目』にも土一揆を意識させる文言があり、徳政と関わる土一揆の存在は南北朝期まで遡られると考えられている。
ただし支配者層に危機感を与えるほどの規模で勃発した土一揆は正長が初めてであり、日本中世史研究においても重視されている。今谷明は「日本の歴史上はじめて“力”としての民衆が歴史の表舞台におどりだしてくる最初の烽火であった」と評価し、中村吉治は、正長の土一揆がその後の徳政一揆の原型になったとし、それまで局所的に発生した領主対農民の年貢闘争などを超えて、高利貸を相手に「広範な土民と武家を結集させる動機がそこにあった」と指摘している。また、黒川直則は、正長の土一揆では貸借関係破棄のために荘域を超え「農民」が共同し、領主階級と闘争したことに意義があったと評価している。一方で清水克行は、延暦寺の支配下にあった近江の馬借が、延暦寺と北野社との争いを契機に京都を襲撃したとし、そのことから正長の土一揆を純粋な農民闘争や民衆運動と見ることはできないとする。